# Wavendon
Wavendon är en ort och civil parish i Milton Keynes i Storbritannien. Den ligger i grevskapet Buckinghamshire och riksdelen England, i den södra delen av landet, 70 km nordväst om huvudstaden London. Wavendon ligger 93 meter över havet och antalet invånare är 787.
Terrängen runt Wavendon är platt. Runt Wavendon är det tätbefolkat, med 530 invånare per kvadratkilometer. Närmaste större samhälle är Milton Keynes, 5,9 km väster om Wavendon. Omgivningarna runt Wavendon är en mosaik av jordbruksmark och naturlig växtlighet.